# جويس هولدن
جويس هولدن (بالإنجليزية: Joyce Holden)‏ هي ممثلة أمريكية، ولدت في 1 سبتمبر 1930 في كانساس سيتي في الولايات المتحدة.

## وصلات خارجية
- جويس هولدن على موقع IMDb (الإنجليزية)
- جويس هولدن على موقع قاعدة بيانات الفيلم (الإنجليزية)